# オックスフォード・ストリート

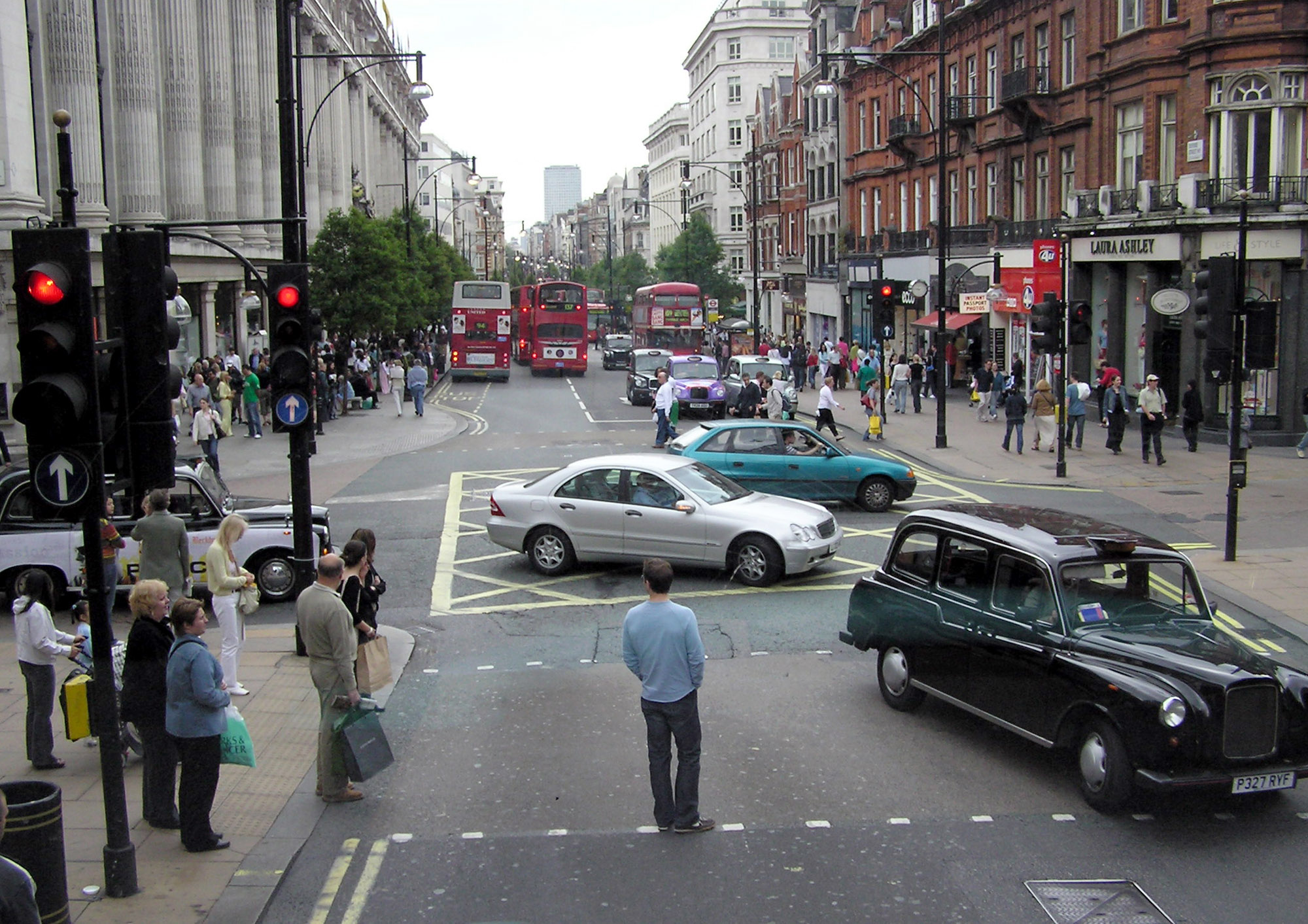
オックスフォード・ストリート。通り東端セント・ジャイルズ・サーカス (St Giles Circus)。

オックスフォード・ストリート（英語: Oxford Street）は、ロンドン市中心部ウエストミンスター区を東西約2キロメートルにわたり貫く大通りである。年間2億人以上が訪れる、ヨーロッパで最も人通りが多いストリートであり、300以上の店舗が連なる世界的なショッピング・ストリートとして有名である。

## 概要

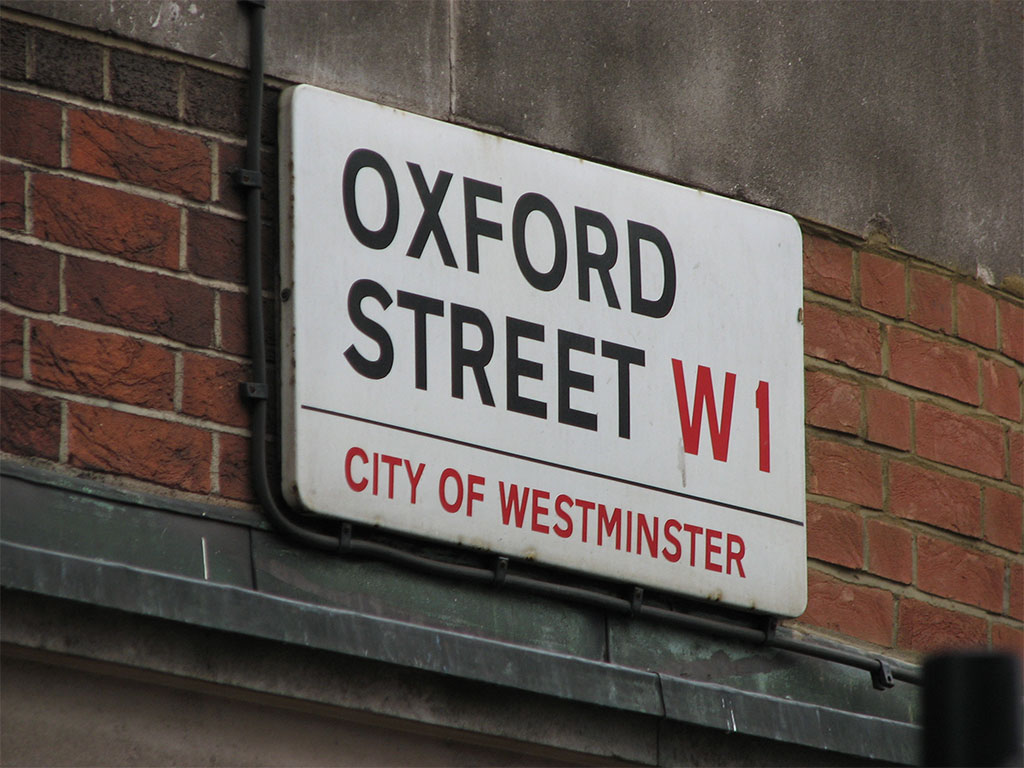
Oxford Street W1
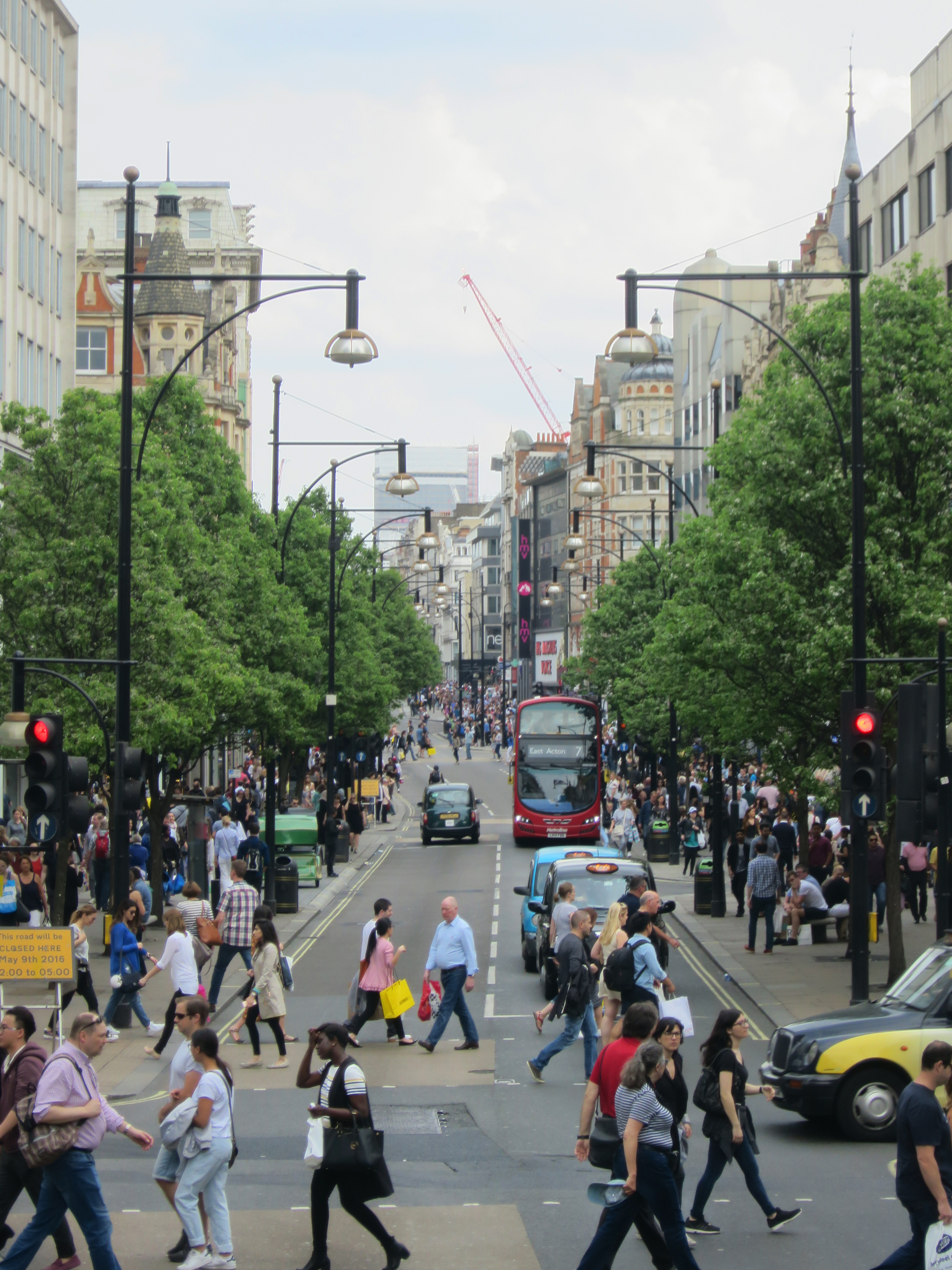
通り東側を見る、2016年5月

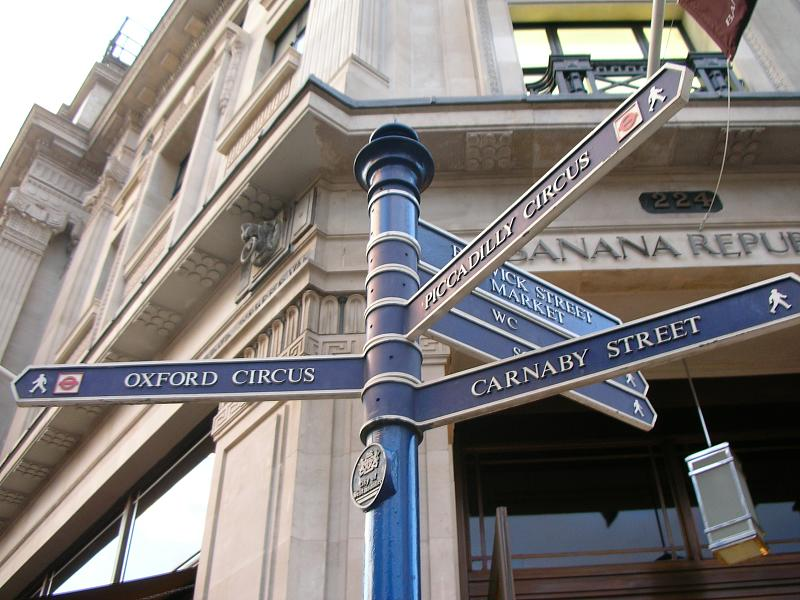
道路標識

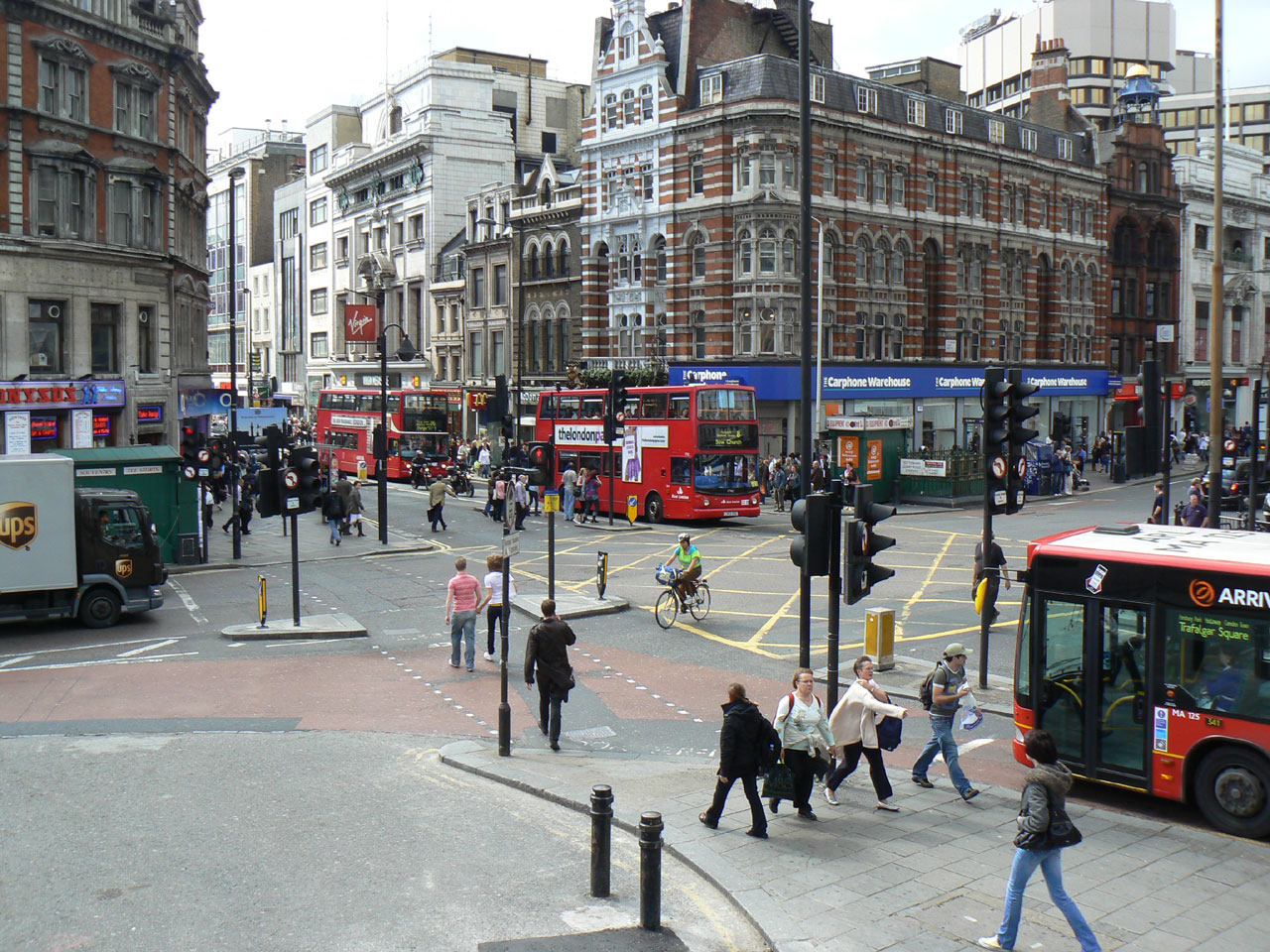
通り名の東端セント・ジャイルズ・サーカス (St Giles Circus)。その先はニュー・オックスフォード・ストリート、さらにハイ・ホルボーンと変わる。

前述の通り、オックスフォード・ストリートはロンドンの中心街ないし繁華街を東西に走る大動脈であり、A40 roadの一区間の通り名である。その東端はオックスフォード・ストリートの通り名としてはセント・ジャイルズ・サーカス (St Giles Circus) までであるが、ニュー・オックスフォード・ストリート (New Oxford St) を挟んでハイ・ホルボーン (High Holborn) などと通り名が変わり、ロンドン中心街シティまで至る。その通り名の東端から西へ順々にホルボーンとブルームスベリー、ソーホーとフィッツロビア、メイフェアとメリルボーン各地区との間を抜け、西端はハイド・パーク北東端マーブル・アーチまで走る。このように通り名を変えながら、ロンドン枢要地区のシティ、ホルボーン、メイフェア、ノッティング・ヒル界隈までを東西で繋いでいる。
オックスフォード・ストリートには多くのバスルートが設定されている。しかし朝夕のラッシュ時にはバスが数珠つなぎになり渋滞しており、バスを降りて歩いた方が早い場合もある。また2006年から1年に1度、12月の最初の土曜日に限り、歩行者天国にする試みが行われている。
オックスフォード・ストリートが一番華やぐのはクリスマス・ショッピング・シーズンである。この時期は周囲のストリートと同様にオックスフォード・ストリートもライトアップされ、買い物客を楽しませている。このライトアップの点火式には多くの著名人が参加する。過去5年の点火式出席者は2008年シュガーベイブス、2007年レオナ・ルイス、2006年All Saints、2005年ウエストライフ、2004年エマ・ワトソン&イル・ディーヴォ&スティーヴ・レッドグレーヴである。
オックスフォード・ストリートは世界的にも巨大なショッピング・ストリートでもある。しかし、いわゆる高級ブランド店は、オックスフォード・ストリートと南北・縦に交差する（ベイカー・ストリートが名を変えて続く）オーチャード・ストリート (Orchard St)、ボンド・ストリート (Bond St)、リージェント・ストリート (Regent St) に集積しており、オックスフォード・ストリート自体には、デパートを除いて、庶民的なブランドの旗艦店が多いのが特徴である。特にオックスフォード・ストリートのほぼ真ん中にあるリージェント・ストリートとの交差点オックスフォード・サーカスより東に小売店が多い。逆にオックスフォード・サーカスより西はイギリスを代表するデパートの本店が集積している。このオックスフォード・サーカスより西の部分だけで、店舗面積は330万スクウェア・フィート (約3,065,000平方メートル）を超える。これはイギリス第二、第三の都市、マンチェスターとバーミンガムの再開発地区の店舗面積の合計を上回る。
上記のように膨大な店舗面積を持つオックスフォード・ストリートであるが、立地や人出のため、その賃料は高額である。世界58カ国で営業する不動産会社Cushman & Wakefieldが2007年に実施した調査によると、オックスフォード・ストリートの賃料はスクウェア・フィート (約30cm平方）あたり年間$631で、これはイギリスで2番目、ヨーロッパで4番目の高さで、東京の銀座地区に匹敵する。なお、イギリスで最も賃料が高額だったのはボンド・ストリートであるが、オックスフォード・ストリートが「イギリスで最も賃料が高いストリート」の座を譲ったのは20年間の調査で初めてとのことである。

## 歴史

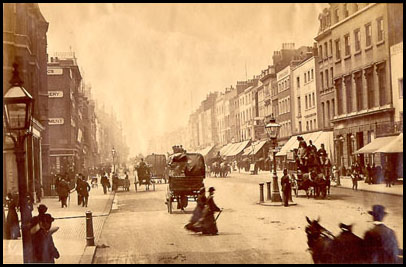
1875年当時のオックスフォード・ストリート (現在のSelfridges前)

オックスフォード・ストリートは、古代ローマブリタンニア時代にイングランド南部ハンプシャーとロンドンの東北にあるコルチェスターとを繋ぐVia Trinobantinaという軍事道路の一部として、ロンドンの主要な道路となって以来、1500年以上の歴史を誇る。12世紀から18世紀前半にかけては、この通りは近くを流れるTyburnという小川にちないで'Tyburn Road'、ロンドン北西部Uxbridgeに接続することからUxbridge Road, 南東イングランドの大学都市オックスフォードに接続することからOxford Roadなどと呼ばれていた。
18世紀後半、オックスフォード＝モーティマー伯エドワード・ハーレーが周辺の土地を手に入れ、開発に着手する。通りの名称もオックスフォード・ストリートに定まる。建築家James Wyatt設計のロンドン・パンテオン（London Pantheon）がオープンし、猛獣のショーや仮装パーティの会場になる。これを契機としてオックスフォード・ストリートは娯楽の通りとして有名なる。その後は、リージェント・ストリートなどがショッピング・ストリートとして開発されるに伴って、オックスフォード・ストリートもショッピング・ストリートとして変貌していき、今日のような形態になった。

## オックスフォード・ストリートの主な店舗

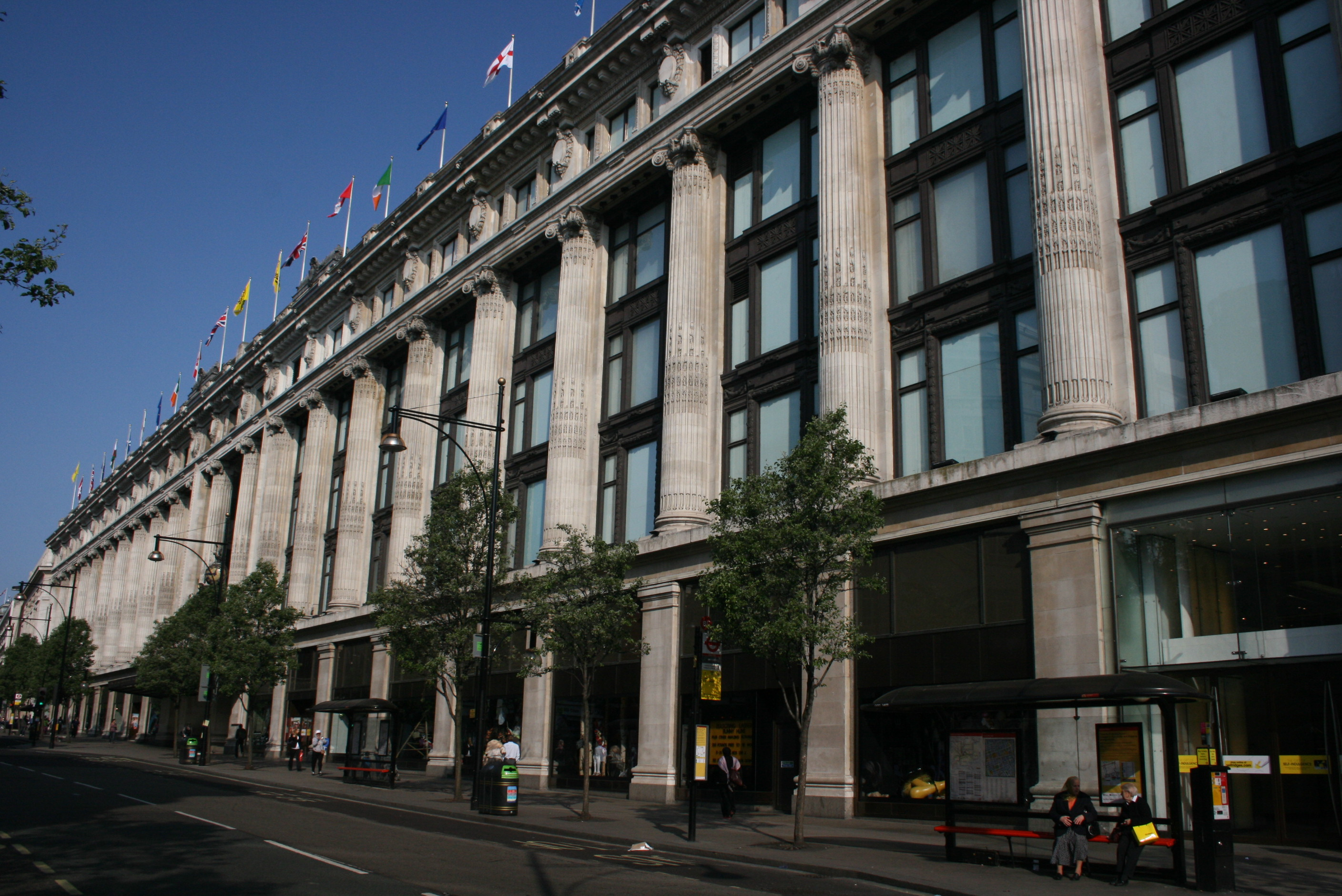
セルフリッジズ

オックスフォード・ストリートの店舗で最も特徴的なのはデパートであろう。ハロッズに次ぐ規模でイギリスを代表する百貨店4つが本店を構えている。マークス&スペンサー最大の店舗もある。衣料品店としては世界最大の店舗面積を誇るTopshop、そして日本のユニクロやH&Mの旗艦店などもある。またオックスフォード・ストリートは世界的な音楽販売チェーンの創業地でもある。HMVは1921年、オックスフォード・ストリート363番地に最初の店をオープンした。ヴァージンメガストアも1971年、ストリートの東端に最初の店をオープンしている。またストリート周辺にはローリング・ストーンズが初めてステージに立ったMarquee Clubやセックス・ピストルズやオアシスも演奏した100 Clubなどライブハウスやナイトクラブが軒の連ねている。

### 主な店舗一覧

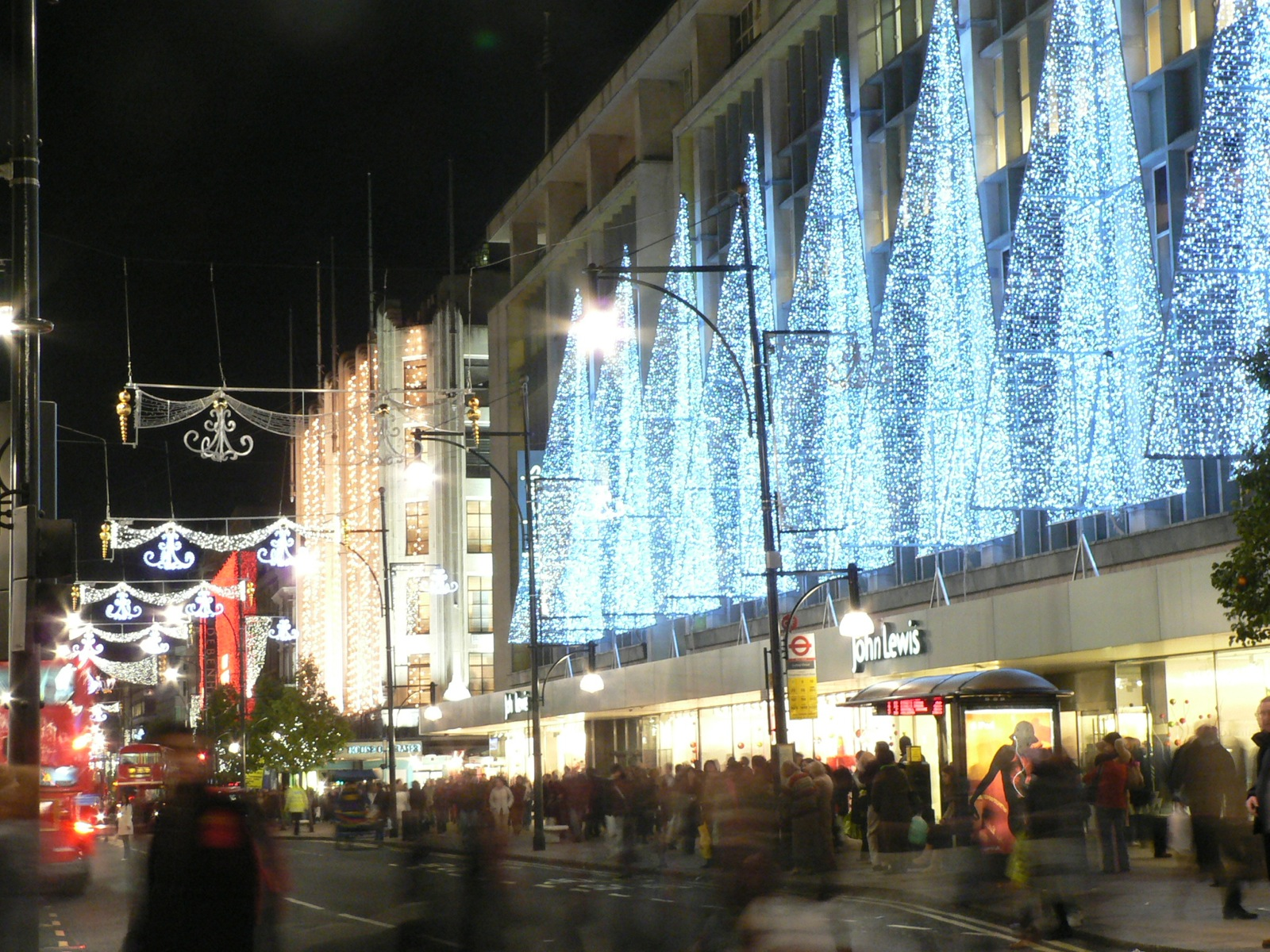
ジョン・ルイス

（2009年4月現在営業している店舗。最新情報はOxford Street 公式サイトを参照）
- セルフリッジズ：イギリスで二番目に大きなデパート。約50,0000平方メートルの売り場面積を誇る[13]。
- ジョン・ルイス：イギリスで三番目に大きなデパート。布地や手芸用品が充実。
- デベナムズ：インナーやTシャツが充実しているデパート。
- ハウス・オブ・フレーザー：以前は'D H Evans'と呼ばれていたデパートチェーンの旗艦店。
- マークス&スペンサー：イギリスを代表する国際小売チェーンで、オックスフォード・ストリートの店舗は同チェーンで最大。
- HMV：音楽小売りチェーンの旗艦店。ヨーロッパ最大の店舗面積を誇る。
- Primark：アイルランドの格安衣料品店の旗艦店。
- ユニクロ：日本のファッションブランド。オックスフォード・ストリートに2つ店舗を持つ。
- ディズニーストア：ディズニーのグッズを独占的に扱う専門店の旗艦店。
- Schuh：オックスフォード・ストリート最大のシューズショップ。
- ギャップ：アメリカ最大の衣料小売店のロンドンにおける旗艦店。
- ベネトン：イタリアのファッションブランドのイギリスにおける旗艦店。
- ナイキタウン：スポーツブランド'Nike'のイギリスにおける旗艦店。スポーツ専門店としてはヨーロッパ最大[14]。
- アディダス：ドイツのスポーツブランドのイギリス最初の直営店。

## アクセス

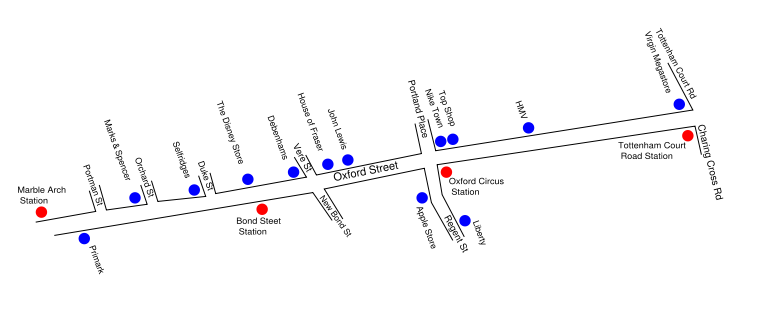
オックスフォード・ストリートと交差する道路および地下鉄駅（赤）、デパート（青）

ロンドン中心部を東西に走るオックスフォード・ストリートには、ウエスト・エンドの主要な通りが交差する。
地下鉄の駅も4つあり、多くのバスルートと併せて、アクセスが大変良い。

### オックスフォード・ストリートと交わる主要な通り
東から西へ
- トテナム・コート・ロード&チャリング・クロス・ロード
- リージェント・ストリート（交差点はオックスフォード・サーカス）
- ボンド・ストリート
- ベイカー・ストリート
- パーク・レーン（交差点はマーブル・アーチ）

### オックスフォード・ストリートにある地下鉄駅
- トテナム・コート・ロード駅
- オックスフォード・サーカス駅
- ボンド・ストリート駅
- マーブル・アーチ駅

## ギャラリー

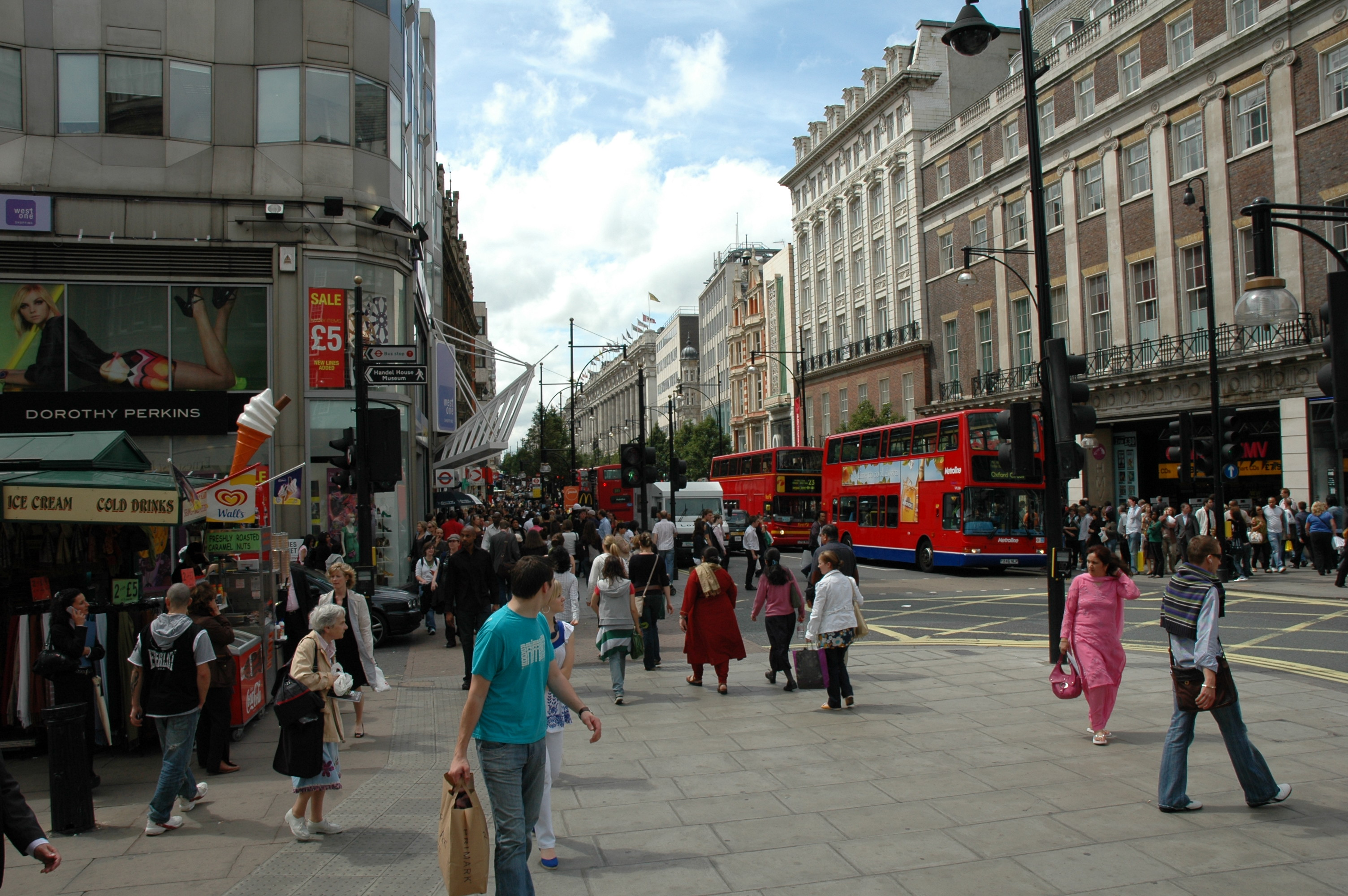
オックスフォード・ストリート
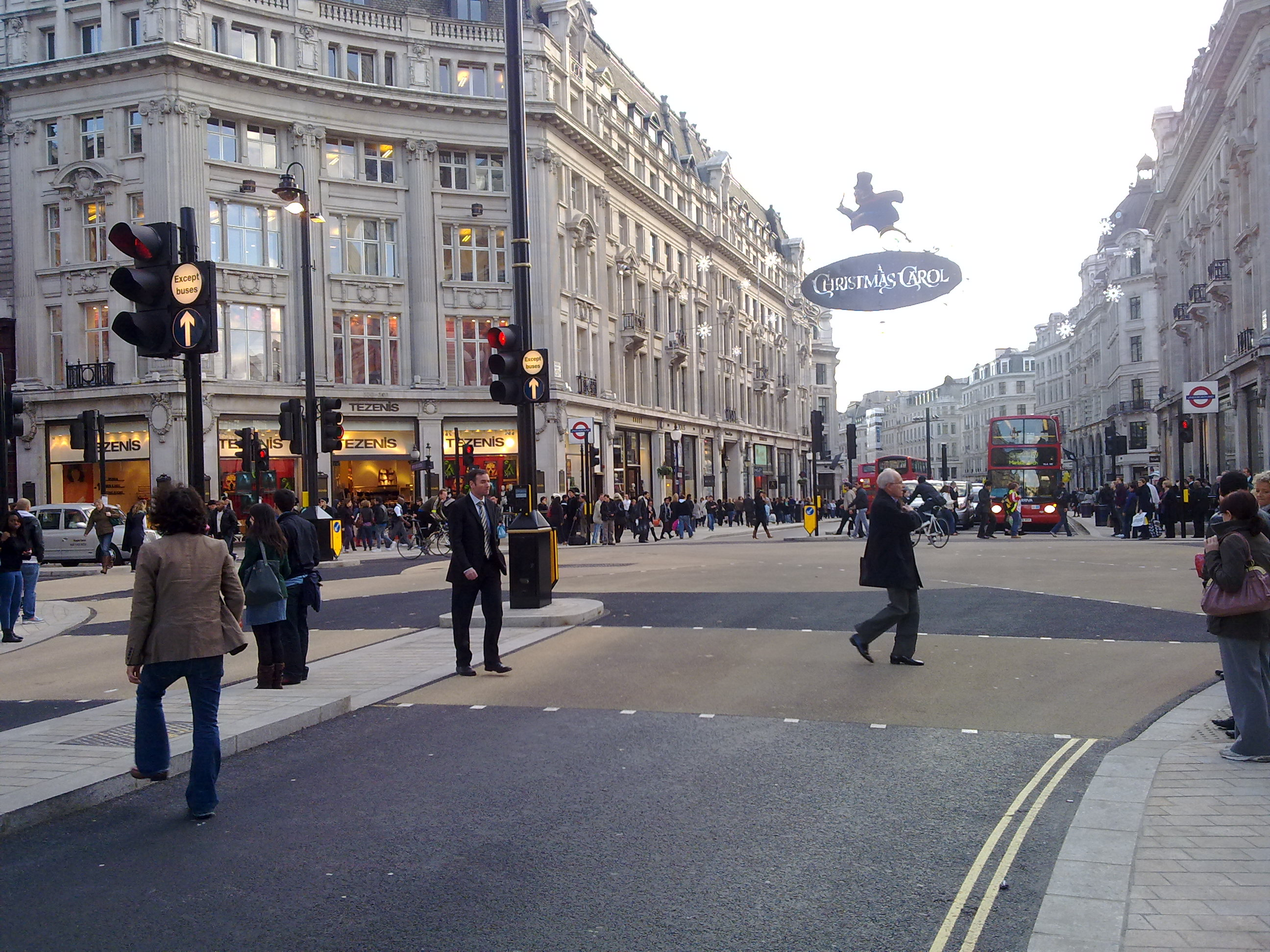
オックスフォード・サーカス 'X' crossing
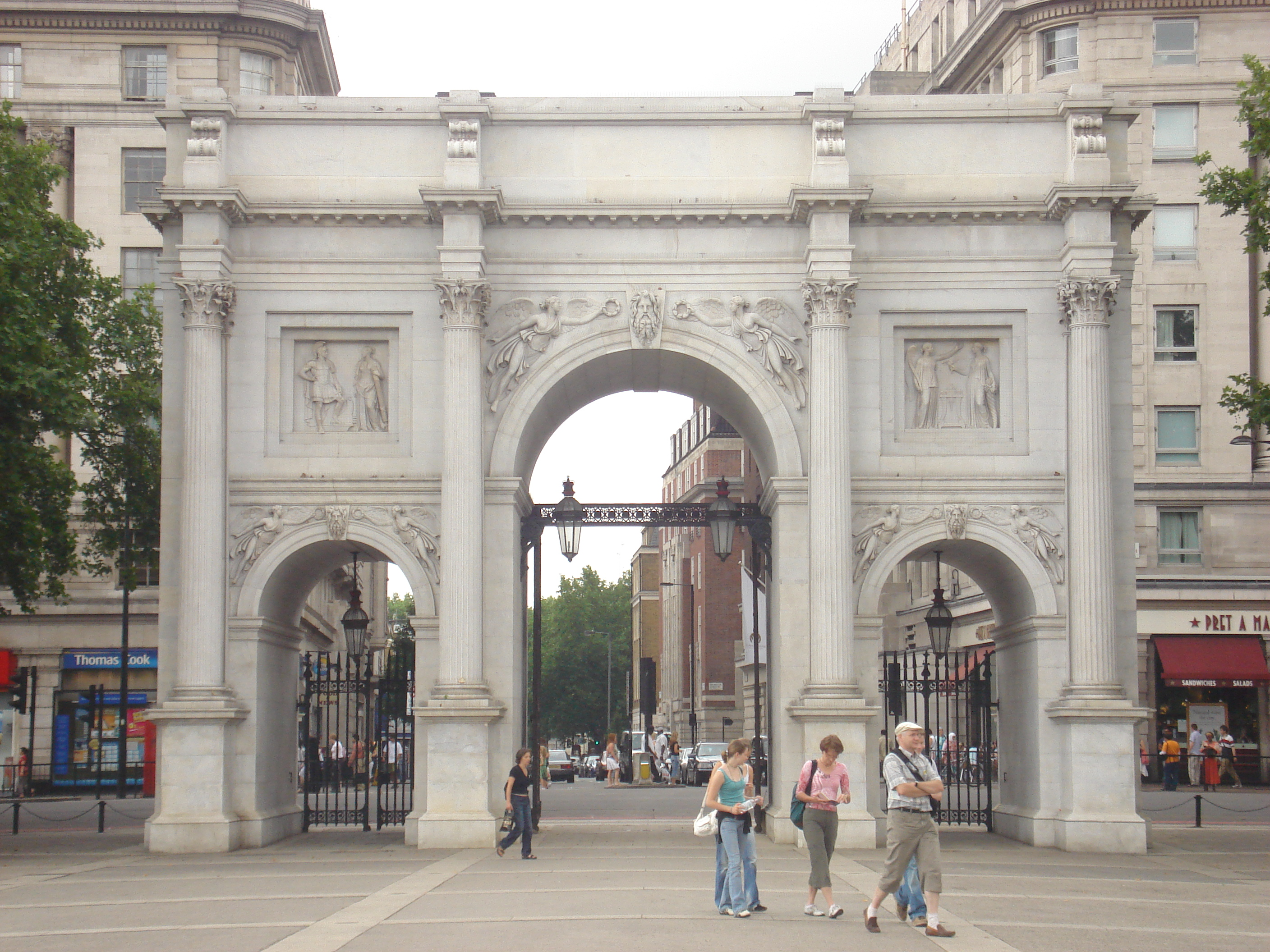
マーブル・アーチ
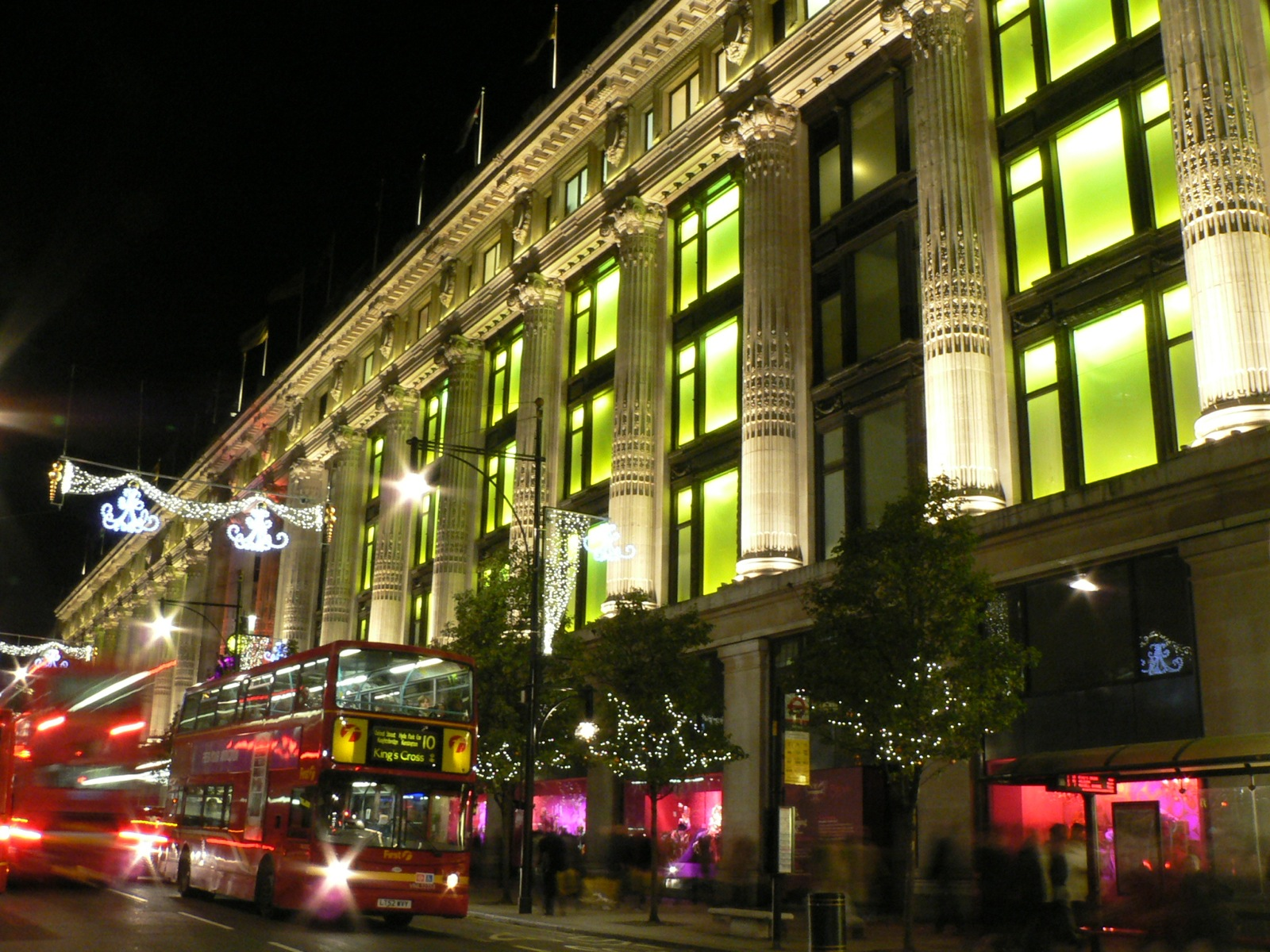
セルフリッジズ
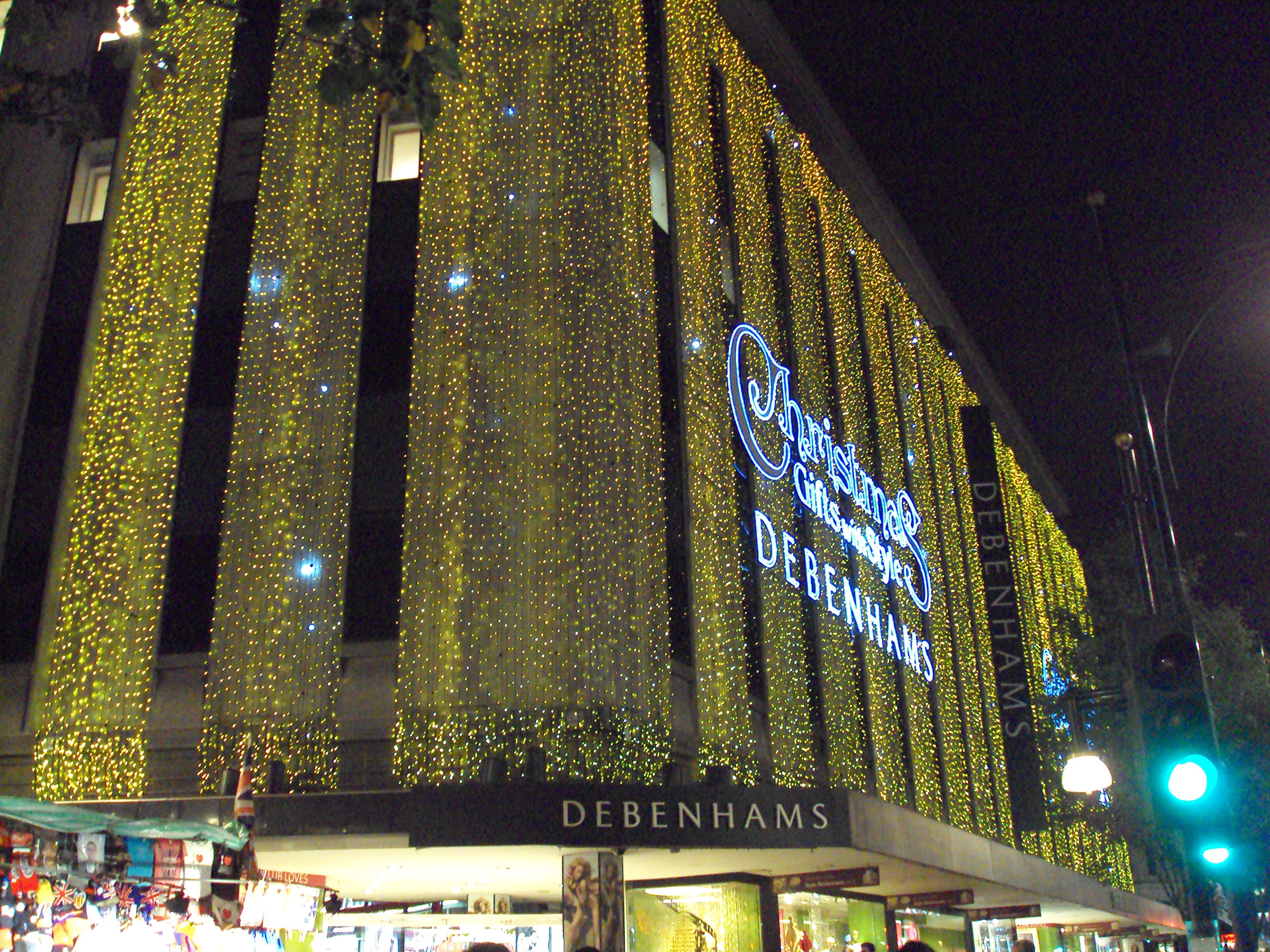
デベナムズ
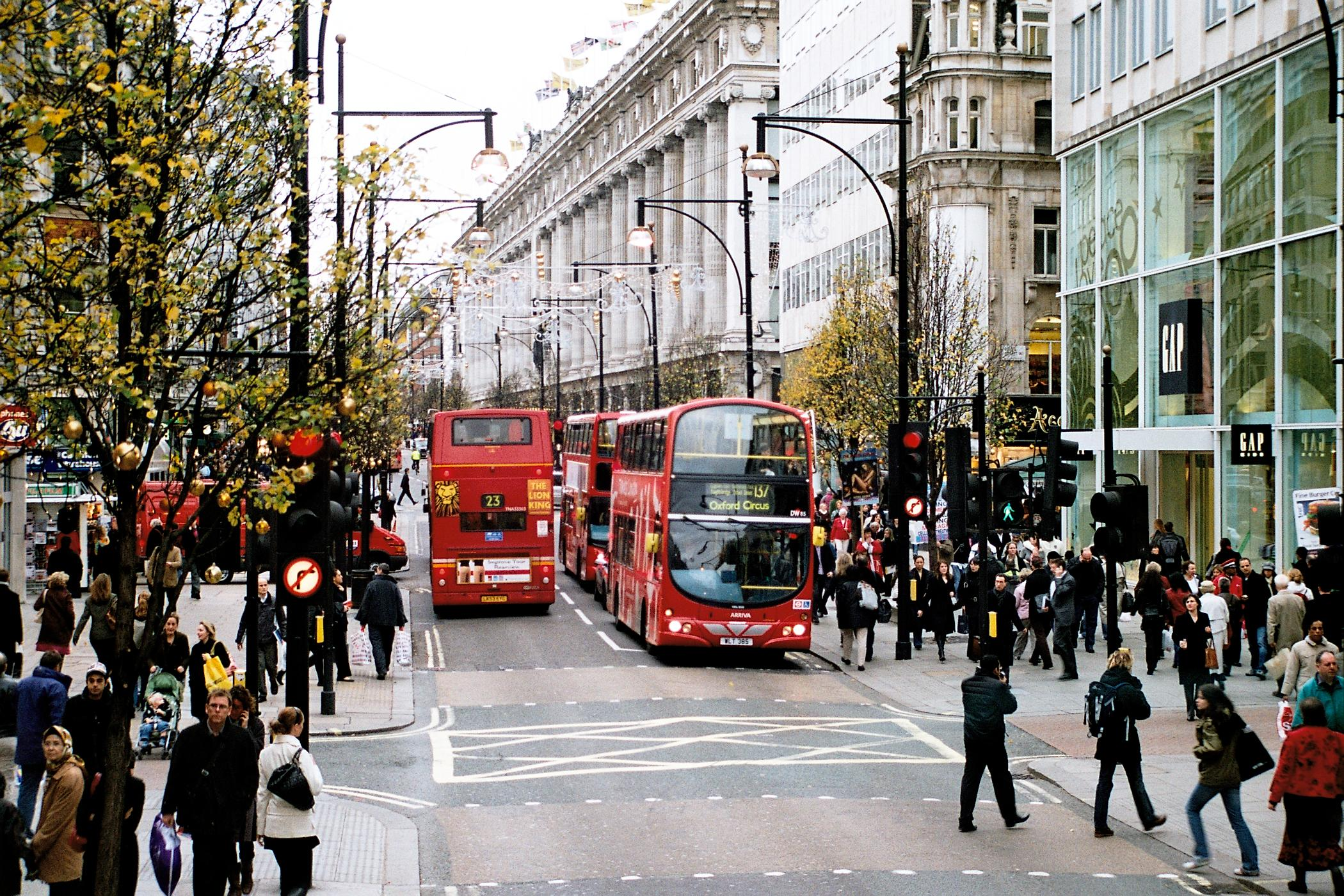
GAP前
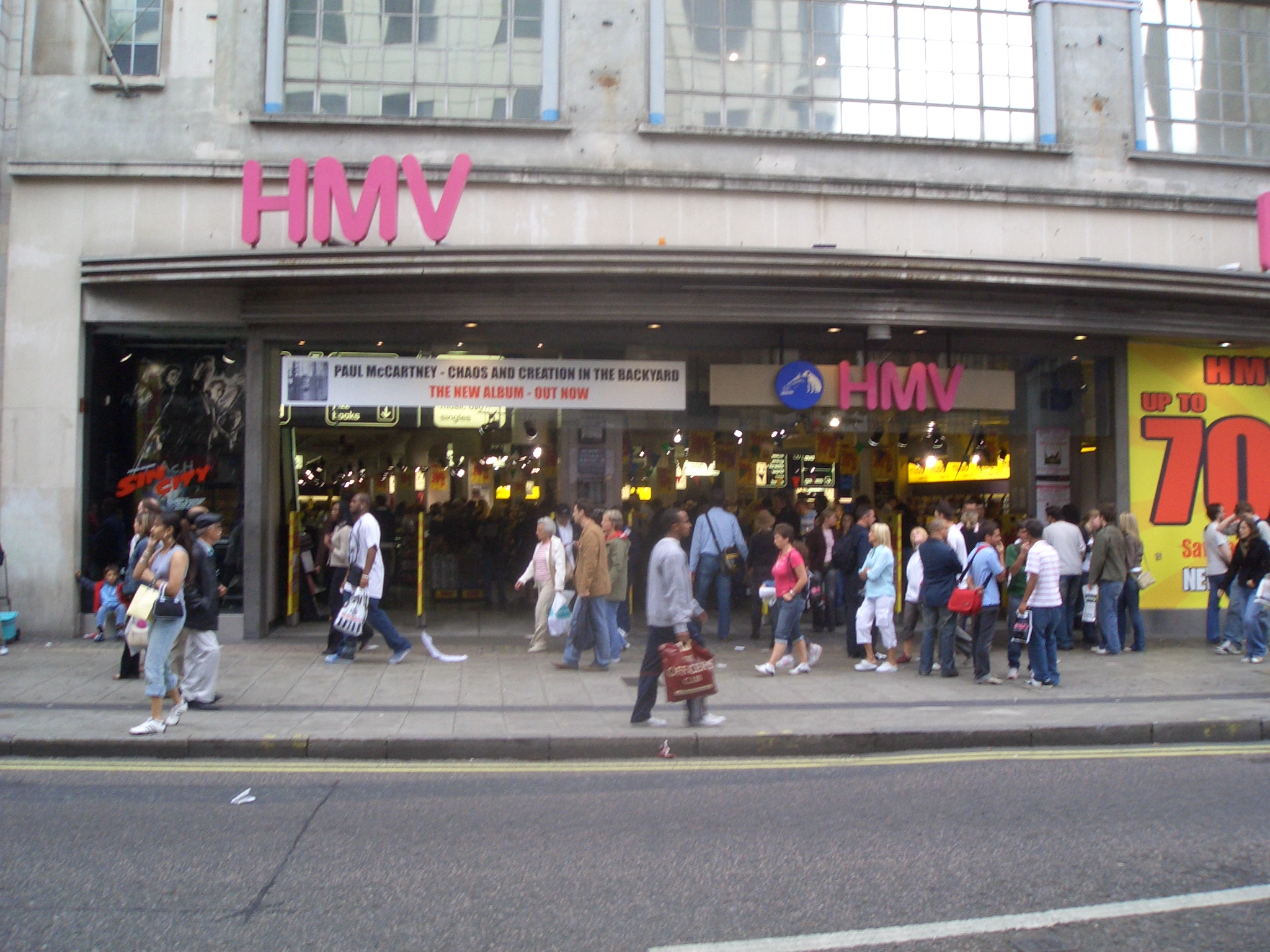
HMV
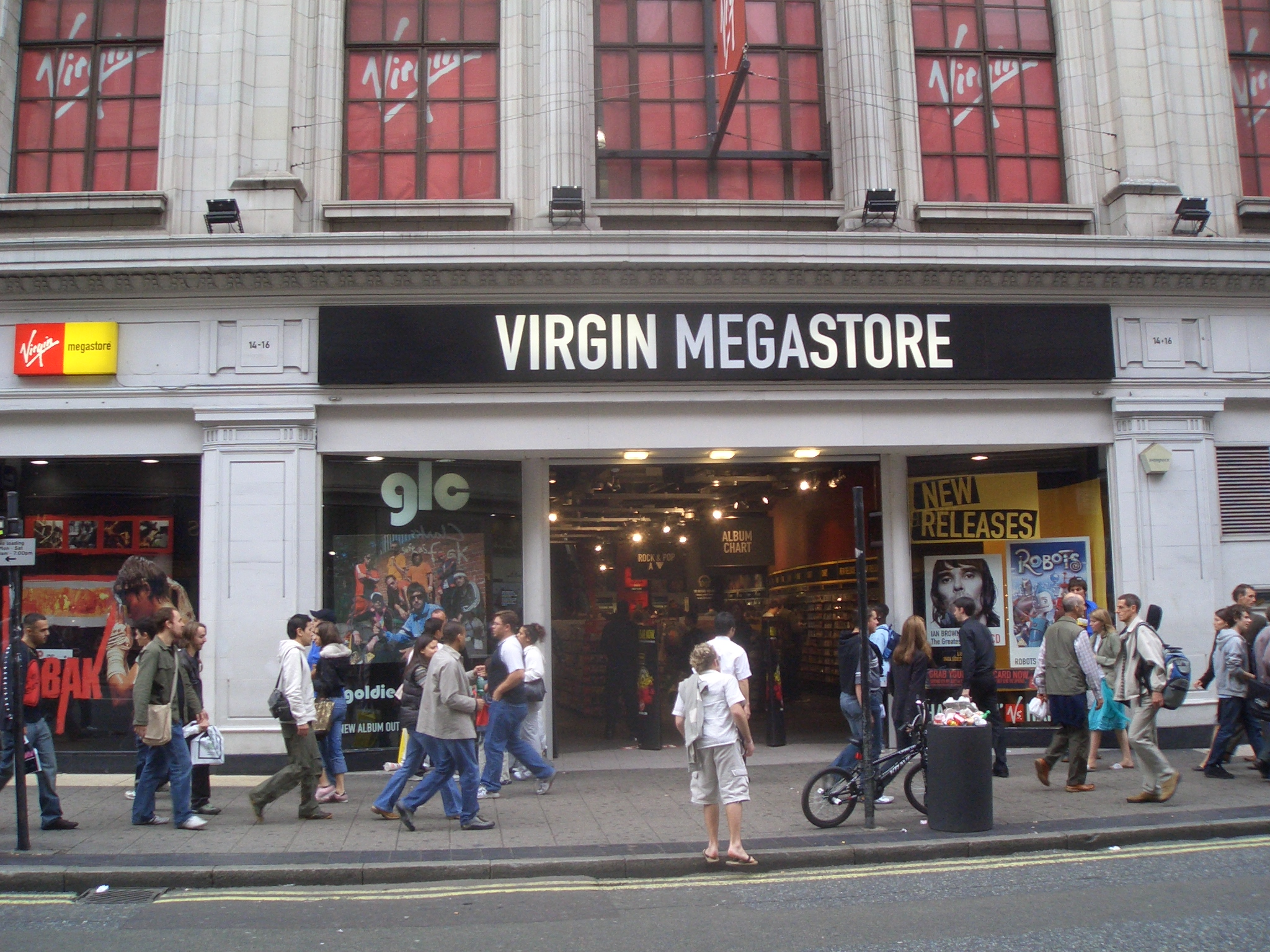
Virgin Megastore
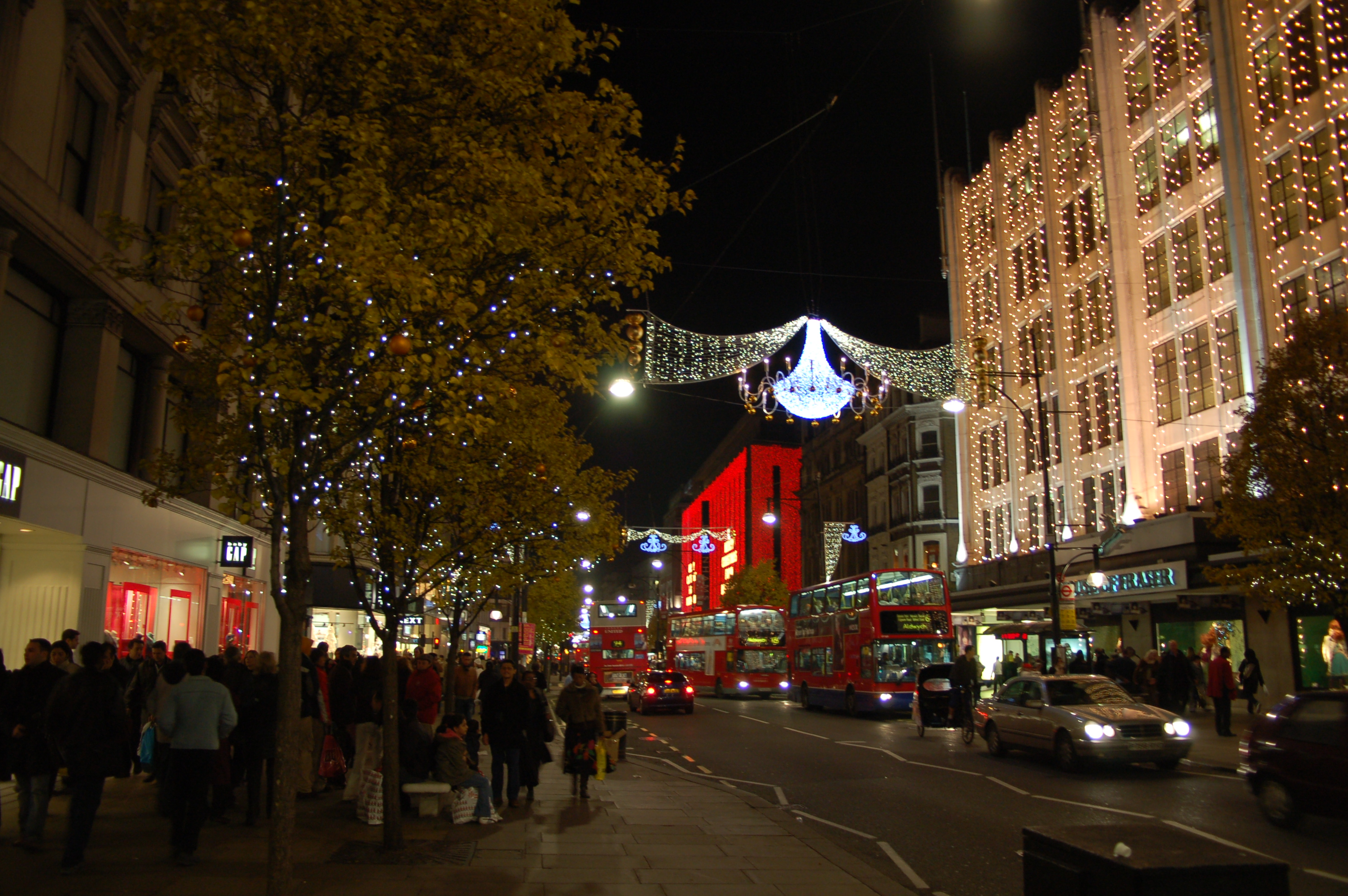
2005年クリスマス